# Deens voetbalelftal in 2007
Het Deens voetbalelftal speelde twaalf officiële interlands in het jaar 2007, waaronder negen duels in de kwalificatiereeks voor het EK voetbal 2008 in Oostenrijk en Zwitserland. De selectie stond onder leiding van de medio 2000 aangetreden oud-international Morten Olsen. Eén speler kwamen in alle twaalf duels in actie: aanvaller Dennis Rommedahl.
Het nationale team werd opgeschrikt door een incident in de slotfase van het EK-kwalificatieduel op zaterdag 2 juni tegen Zweden. Het duel werd gestaakt nadat een dronken fan het veld had bestormd en pogingen deed de Duitse scheidsrechter Herbert Fandel te belagen uit woede over de rode kaart die Christian Poulsen in de 89ste minuut had gekregen. Verdediger Michael Gravgaard kwam tussen beiden. Denemarken moest zwaar boeten voor de gestaakte interland. De UEFA bepaalde de uitslag op een reglementaire 3-0 zege voor de Zweden. Bovendien kreeg Denemarken een geldstraf en een stadionstraf opgelegd.
Gevolg van de uitspraak van de Europese voetbalbond was dat Zweden in Groep F aan de leiding ging met zeventien punten uit acht wedstrijden, gevolgd door Spanje op drie punten. Denemarken bezette de vierde plaats met tien punten uit zes wedstrijden en moest de eerstvolgende vier kwalificatieduels in eigen land afwerken op een afstand van 250 kilometer van de hoofdstad Kopenhagen. Het eerste duel van die reeks, op 12 september tegen Liechtenstein, moest bovendien achter gesloten deuren worden gespeeld. De straf werd later verzacht. De UEFA bestrafte de Deense voetbalbond ook met een geldboete van 61.000 euro. Poulsen kreeg voor zijn rode kaart een schorsing van drie wedstrijden opgelegd. Hij had een slaande beweging gemaakt.
Op de in 1993 geïntroduceerde FIFA-wereldranglijst zakte Denemarken in 2007 van de 23ste (januari 2007) naar de 31ste plaats (december 2007).

## Balans
| Wedstrijden | Wedstrijden | Wedstrijden | Wedstrijden | Doelpunten | Doelpunten | Doelpunten | Punten |
| Gespeeld    | Winst       | Gelijk      | Verlies     | Voor       | Tegen      | Saldo      | Punten |
| ----------- | ----------- | ----------- | ----------- | ---------- | ---------- | ---------- | ------ |
| 12          | 6           | 2           | 4           | 22         | 16         | +6         | 1.167  |

## Interlands
|                                                       |                   |       |                                                              |                                                                           |
| 6 februari Vriendschappelijk № 716 «onderlinge duels» | Australië         | 1 – 3 | Denemarken                                                   | Loftus Road, Londen Toeschouwers: 12.476 Scheidsrechter: Rob Styles (ENG) |
| 6 februari Vriendschappelijk № 716 «onderlinge duels» | Brett Emerton 85' |       | 5' Jon Dahl Tomasson 27' Daniel Jensen 36' Jon Dahl Tomasson | Loftus Road, Londen Toeschouwers: 12.476 Scheidsrechter: Rob Styles (ENG) |

|                                                   |                                        |       |                       |                                                                                              |
| 24 maart EK-kwalificatie № 717 «onderlinge duels» | Spanje                                 | 2 – 1 | Denemarken            | Estadio Santiago Bernabéu, Madrid Toeschouwers: 75.000 Scheidsrechter: Massimo Busacca (SUI) |
| 24 maart EK-kwalificatie № 717 «onderlinge duels» | Fernando Morientes 34' David Villa 45' |       | 49' Michael Gravgaard | Estadio Santiago Bernabéu, Madrid Toeschouwers: 75.000 Scheidsrechter: Massimo Busacca (SUI) |

|                                                     |           |                      |            |                                                                            |
| 28 maart Vriendschappelijk № 718 «onderlinge duels» | Duitsland | 0 – 1                | Denemarken | MSV Arena, Duisburg Toeschouwers: 31.500 Scheidsrechter: Howard Webb (ENG) |
| 28 maart Vriendschappelijk № 718 «onderlinge duels» |           | 81' Nicklas Bendtner |            | MSV Arena, Duisburg Toeschouwers: 31.500 Scheidsrechter: Howard Webb (ENG) |

|                                                 |                                                           |       |                                                         |                                                                              |
| 2 juni EK-kwalificatie № 719 «onderlinge duels» | Denemarken                                                | 3 – 3 | Zweden                                                  | Parken, Kopenhagen Toeschouwers: 42.083 Scheidsrechter: Herbert Fandel (GER) |
| 2 juni EK-kwalificatie № 719 «onderlinge duels» | Daniel Agger 34' Jon Dahl Tomasson 62' Leon Andreasen 76' |       | 7' Johan Elmander 22' Petter Hansson 26' Johan Elmander | Parken, Kopenhagen Toeschouwers: 42.083 Scheidsrechter: Herbert Fandel (GER) |

|                                                 |         |                                           |            |                                                                                 |
| 6 juni EK-kwalificatie № 720 «onderlinge duels» | Letland | 0 – 2                                     | Denemarken | Skonto Stadion, Riga Toeschouwers: 3.900 Scheidsrechter: Matteo Trefoloni (ITA) |
| 6 juni EK-kwalificatie № 720 «onderlinge duels» |         | 15' Dennis Rommedahl 17' Dennis Rommedahl |            | Skonto Stadion, Riga Toeschouwers: 3.900 Scheidsrechter: Matteo Trefoloni (ITA) |

|                                                        |            |                                                                 |         |                                                                               |
| 22 augustus Vriendschappelijk № 721 «onderlinge duels» | Denemarken | 0 – 4                                                           | Ierland | NRGi Park, Aarhus Toeschouwers: 17.331 Scheidsrechter: Thomas Einwaller (AUT) |
| 22 augustus Vriendschappelijk № 721 «onderlinge duels» |            | 29' Robbie Keane 40' Robbie Keane 54' Shane Long 66' Shane Long |         | NRGi Park, Aarhus Toeschouwers: 17.331 Scheidsrechter: Thomas Einwaller (AUT) |

|                                                      |        |       |            |                                                                                             |
| 8 september EK-kwalificatie № 722 «onderlinge duels» | Zweden | 0 – 0 | Denemarken | Råsunda Fotbollstadion, Solna Toeschouwers: 33.082 Scheidsrechter: Frank De Bleeckere (BEL) |
| 8 september EK-kwalificatie № 722 «onderlinge duels» |        |       |            | Råsunda Fotbollstadion, Solna Toeschouwers: 33.082 Scheidsrechter: Frank De Bleeckere (BEL) |

|                                                       |                                                                                     |       |               |                                                                               |
| 12 september EK-kwalificatie № 723 «onderlinge duels» | Denemarken                                                                          | 4 – 0 | Liechtenstein | NRGi Park, Aarhus Toeschouwers: 20.005 Scheidsrechter: Mark Clattenburg (ENG) |
| 12 september EK-kwalificatie № 723 «onderlinge duels» | Morten Nordstrand 3' Martin Laursen 12' Jon Dahl Tomasson 18' Morten Nordstrand 36' |       |               | NRGi Park, Aarhus Toeschouwers: 20.005 Scheidsrechter: Mark Clattenburg (ENG) |

|                                                     |                       |       |                                                   |                                                                           |
| 13 oktober EK-kwalificatie № 724 «onderlinge duels» | Denemarken            | 1 – 3 | Spanje                                            | NRGi Park, Aarhus Toeschouwers: 19.849 Scheidsrechter: Ľuboš Micheľ (SVK) |
| 13 oktober EK-kwalificatie № 724 «onderlinge duels» | Jon Dahl Tomasson 88' |       | 14' Raúl Tamudo 40' Sergio Ramos 89' Albert Riera | NRGi Park, Aarhus Toeschouwers: 19.849 Scheidsrechter: Ľuboš Micheľ (SVK) |

|                                                     |                                                                    |       |                    |                                                                            |
| 17 oktober EK-kwalificatie № 725 «onderlinge duels» | Denemarken                                                         | 3 – 1 | Letland            | Parken, Kopenhagen Toeschouwers: 19.004 Scheidsrechter: Cüneyt Çakır (TUR) |
| 17 oktober EK-kwalificatie № 725 «onderlinge duels» | Jon Dahl Tomasson 7' (pen.) Ulrik Laursen 27' Dennis Rommedahl 90' |       | 80' Kaspars Gorkšs | Parken, Kopenhagen Toeschouwers: 19.004 Scheidsrechter: Cüneyt Çakır (TUR) |

|                                                                |                                   |       |                      |                                                                              |
| 17 november EK-kwalificatie № 726 «onderlinge duels» 19:45 uur | Noord-Ierland                     | 2 – 1 | Denemarken           | Windsor Park, Belfast Toeschouwers: 14.500 Scheidsrechter: Pieter Vink (NED) |
| 17 november EK-kwalificatie № 726 «onderlinge duels» 19:45 uur | Warren Feeney 62' David Healy 80' |       | 51' Nicklas Bendtner | Windsor Park, Belfast Toeschouwers: 14.500 Scheidsrechter: Pieter Vink (NED) |

|                                                      |                                                                  |       |         |                                                                                    |
| 21 november EK-kwalificatie № 727 «onderlinge duels» | Denemarken                                                       | 3 – 0 | IJsland | Parken, Kopenhagen Toeschouwers: 15.393 Scheidsrechter: Olegário Benquerença (POR) |
| 21 november EK-kwalificatie № 727 «onderlinge duels» | Nicklas Bendtner 34' Jon Dahl Tomasson 44' Thomas Kahlenberg 59' |       |         | Parken, Kopenhagen Toeschouwers: 15.393 Scheidsrechter: Olegário Benquerença (POR) |

## FIFA-wereldranglijst
| JAN | FEB | MAR | APR | MEI | JUN | JUL | AUG | SEP | OKT | NOV | DEC |
| --- | --- | --- | --- | --- | --- | --- | --- | --- | --- | --- | --- |
| 23  | 18  | 22  | 22  | 23  | 27  | 26  | 30  | 28  | 29  | 31  | 31  |

## Statistieken
| Thomas Sørensen       | 1976-06-12 | Aston Villa         | 11 | 0 | 0 | 70 | 0 |
| Jesper Christiansen   | 1978-04-24 | FC Kopenhagen       | 3  | 1 | 0 | 8  | 0 |
| Casper Ankergren      | 1979-11-09 | Leeds United        | 1  | 0 | 0 |    |   |
| Verdediging           |            |                     |    |   |   |    |   |
| Daniel Agger          | 1984-12-12 | Liverpool           | 8  | 0 | 1 |    |   |
| Michael Gravgaard     | 1978-04-03 | FC Kopenhagen       | 7  | 3 | 1 | 18 | 5 |
| Lars Jacobsen         | 1979-09-20 | 1. FC Nürnberg      | 7  | 1 | 0 |    |   |
| Niclas Jensen         | 1974-08-17 | FC Kopenhagen       | 7  | 0 | 0 |    |   |
| Martin Laursen        | 1977-07-26 | Aston Villa         | 6  | 1 | 1 |    |   |
| Chris Sørensen        | 1977-07-25 | Odense BK           | 5  | 0 | 0 | 5  | 0 |
| Thomas Helveg         | 1971-06-24 | Odense BK           | 4  | 0 | 0 |    |   |
| Simon Poulsen         | 1984-10-07 | AZ Alkmaar          | 3  | 3 | 0 |    |   |
| Ulrik Laursen         | 1976-02-28 | FC Kopenhagen       | 3  | 0 | 1 |    |   |
| Anders M. Christensen | 1977-07-26 | Odense BK           | 3  | 0 | 0 |    |   |
| Per Krøldrup          | 1979-07-31 | AC Fiorentina       | 2  | 1 | 0 |    |   |
| Brian Priske          | 1977-05-14 | Club Brugge         | 2  | 0 | 0 |    |   |
| Kristian Bak Nielsen  | 1982-10-20 | sc Heerenveen       | 1  | 2 | 0 |    |   |
| Peter Nymann          | 1982-08-22 | Odense BK           | 1  | 1 | 0 |    |   |
| Kasper Bøgelund       | 1980-10-08 | Borussia M'gladbach | 1  | 0 | 0 |    |   |
| Michael Ribers        | 1981-05-19 | FC Nordsjælland     | 1  | 0 | 0 |    |   |
| Middenveld            |            |                     |    |   |   |    |   |
| Daniel Jensen         | 1979-06-25 | Werder Bremen       | 10 | 0 | 1 |    |   |
| Christian Poulsen     | 1980-02-28 | Sevilla FC          | 8  | 0 | 0 |    |   |
| Thomas Kahlenberg     | 1983-03-20 | AJ Auxerre          | 7  | 5 | 1 |    |   |
| Martin Jørgensen      | 1975-10-06 | AC Fiorentina       | 6  | 0 | 0 |    |   |
| Leon Andreasen        | 1983-04-23 | Fulham              | 4  | 4 | 1 |    |   |
| Rasmus Würtz          | 1983-09-18 | FC Kopenhagen       | 4  | 4 | 0 |    |   |
| William Kvist         | 1985-02-24 | FC Kopenhagen       | 4  | 1 | 0 | 5  | 0 |
| Niki Zimling          | 1985-04-19 | Esbjerg fB          | 2  | 1 | 0 |    |   |
| Hjalte Bo Nørregaard  | 1981-04-08 | FC Kopenhagen       | 1  | 2 | 0 |    |   |
| Christopher Poulsen   | 1981-09-11 | FC Midtjylland      | 1  | 1 | 0 |    |   |
| Jan Kristiansen       | 1981-08-04 | 1. FC Nürnberg      | 1  | 1 | 0 |    |   |
| Thomas Kristensen     | 1983-04-17 | FC Nordsjælland     | 1  | 1 | 0 |    |   |
| Esben Hansen          | 1981-08-10 | Odense BK           | 1  | 0 | 0 |    |   |
| Christian Keller      | 1980-08-17 | Stabæk Fotball      | 0  | 3 | 0 |    |   |
| Claus Jensen          | 1977-04-29 | Fulham              | 0  | 1 | 0 | 47 | 8 |
| Aanval                |            |                     |    |   |   |    |   |
| Dennis Rommedahl      | 1978-07-22 | Ajax Amsterdam      | 12 | 0 | 3 |    |   |
| Jon Dahl Tomasson     | 1976-08-29 | Villarreal CF       | 11 | 0 | 7 |    |   |
| Nicklas Bendtner      | 1988-01-16 | Arsenal             | 6  | 4 | 3 |    |   |
| Jesper Grønkjær       | 1977-08-12 | FC Kopenhagen       | 5  | 5 | 0 |    |   |
| Morten Nordstrand     | 1983-06-08 | FC Kopenhagen       | 3  | 3 | 3 | 6  | 3 |
| Dennis Sørensen       | 1981-05-24 | Energie Cottbus     | 1  | 2 | 1 | 5  | 1 |
| Jesper Bech           | 1982-05-25 | Esbjerg fB          | 1  | 2 | 0 |    |   |
| Peter Løvenkrands     | 1980-01-29 | Schalke 04          | 0  | 3 | 0 |    |   |
| Jonas Borring         | 1985-01-04 | Odense BK           | 0  | 2 | 0 |    |   |
| Søren Larsen          | 1981-09-06 | Schalke 04          | 0  | 1 | 0 |    |   |
| Kenneth Pérez         | 1974-08-29 | Ajax Amsterdam      | 0  | 1 | 0 |    |   |